# Ozero Kobeytuz
Ozero Kobeytuz är en saltsjö i Kazakstan.   Den ligger i oblystet Aqmola, i den nordöstra delen av landet, 160 km öster om huvudstaden Astana. Arean är 6,0 kvadratkilometer.